# Pilar Lorengar
Lorenza Pilar García Seta, de nom artístic Pilar Lorengar (Saragossa, Aragó, 16 de gener de 1928 - Berlín, Alemanya, 2 de juny de 1996) fou una coneguda soprano espanyola.
De petita, va participar en un programa infantil de ràdio (Ondas infantiles) de Radio Zaragoza. Als catorze anys començà a estudiar música amb Margarita Martínez; marxà a Barcelona per a estudiar al Conservatori Municipal de Música.
A Madrid, estudià vuit anys amb Ángeles Ottein i més tard a Berlín amb Carl Ebert i Hertha Klust. L'any 1949 debutà com a cantant del cor en el Teatro de la Zarzuela, on treballà diversos anys. Alternà el gènere amb actuacions en revistes musicals i altres espectacles, com en l'estrena d'A todo color (1950, al Teatro Lope de Vega) de Manuel Parada, on feia un paper secundari. En aquestes actuacions, feia servir el nom Loren Gar, que després adoptarà com a cognom artístic. El 1952 debutà com solista a Barcelona amb la Novena simfonia de Beethoven i el Rèquiem de Brahms.
Com a cantant d'òpera debutà el 1955 com a Cherubino al Festival d'Ais de Provença i a continuació com a Violetta en La Traviata de Giuseppe Verdi a la Royal Opera House del Covent Garden de Londres. Un any més tard actuà al Festival de Glyndebourne i el 1958 en el Teatro Colón (Buenos Aires) com a «Reina de la Nit» de La flauta màgica. Aquest mateix any fou contractada per la Deutsche Oper Berlin, on romangué fins a la fi de la seva carrera com una de les artistes més respectades de la companyia.
El 1961 actuà per primera vegada a la ciutat de Salzburg amb l'òpera Idomeneo. A la Metropolitan Opera de Nova York debutà el 1966 com la Donna Elvira de Don Giovanni. Diverses gires la dugueren també al Japó. Com a cantant convidada actuà sovint en l'òpera de Viena i en concerts de la Filharmònica de Viena.
L'any 1991 Lorengar, al costat de Victòria dels Àngels, Teresa Berganza, Montserrat Caballé, Josep Carreras, Alfredo Kraus i Plácido Domingo, fou guardonada amb el Premi Príncep d'Astúries de les Arts. L'1 d'octubre de 1994 rebé l'Orde del Mèrit de l'Estat Federal de Berlín.
Pilar Lorengar morí el 1996 als 68 anys a la ciutat de Berlín com a conseqüència d'un càncer.